# Barneveld (Wisconsin)
Barneveld – wieś w Stanach Zjednoczonych, w stanie Wisconsin, w hrabstwie Iowa. Dnia 8 czerwca 1984 roku, wieś została zdewastowana przez tornado o sile F5 skaly Fujity. Około 90% miejscowości zostało zniszczone.